# José Franquesa y Gomis
José Franquesa y Gomis (Barcelona, 1855-1930) fue un poeta, crítico literario y político español.

## Biografía
Fue catedrático de literatura en la Universidad de Barcelona. Colaboró en numerosas revistas como La Renaixença y Juventut y fundó otras como La Ilustració Catalana, el semanario La Llar y La Familia Cristiana. En el terreno político, presidió un tiempo la Lliga de Catalunya y en 1898 fue vicepresidente de la Unión Catalanista. Fue Mestre en Gai Saber en 1883.

## Obras
- Estudio de Ausias March y de sus obras (1884)
- Electra (1912), traducción de la obra de Sófocles
- Epístola a los Pisones (1892), traducción de la obra de Horacio
- Eros fugitiu (1910), traducción de la obra de Mosco de Siracusa